# Srednjeevropski sporazum o prosti trgovini
Srednjeevropski prostotrgovinski sporazum (angleško Central European Free Trade Agreement, CEFTA) je večstranski sporazum o prosti trgovini med državami članicami, ki v sedanji obliki velja od leta 2006, ko so v širše prostotrgovinsko območje pristopile Srbija, Črna gora, Bosna in Hercegovina, Albanija, Severna Makedonija, Moldavija in Kosovo s sporazumom iz Bukarešte. Sporazum, ki je nadomestil 32 ločenih dvostranskih trgovinskih dogovorov med članicami, je občutno znižal tarife in netarifne ovire mednarodne trgovine ter s tem prispeval k znatnemu povečanju trgovinske menjave med njimi.
Prvo različico sporazuma so 21. decembra 1992 podpisale članice Višegrajske skupine – Češka, Madžarska, Poljska in Slovaška. V veljavo je stopil leta 1994. Kasneje so se Cefti pridružile Slovenija (1996), Romunija (1997), Bolgarija (1999) in Hrvaška (2003). Te države so izstopile iz sporazuma ob vstopu v Evropsko unijo. Nekateri komentatorji ga obravnavajo kot nekakšno čakalnico za vstop v Evropsko unijo in večino zgodovine je dejansko služil kot korak na poti k članstvu. EU še vedno deluje kot partner in mediator med članicami. Med pomembnejšimi političnimi dosežki povezave je odločitev, da se Kosovo v sporazumu zastopa samo, kar štejejo za pomemben napredek v odnosih s Srbijo, ki še vedno obravnava Kosovo za lastno avtonomno pokrajino.

## Članice
| Država               | Pristop        | Prebivalstvo | Površina (km²) | BDP v milijardah (PPP) | BDP na prebivalca (PPP) |
| -------------------- | -------------- | ------------ | -------------- | ---------------------- | ----------------------- |
| Albanija             | 1. januar 2007 | 2.761.785    | 28.748         | 55,049                 | 18.037                  |
| Bosna in Hercegovina | 1. januar 2007 | 3.345.818    | 51.209         | 77,076                 | 18.409                  |
| Kosovo               | 1. januar 2007 | 1.586.659    | 10.887         | 27,966                 | 14.294                  |
| Moldavija            | 1. januar 2007 | 2.423.300    | 33.843         | 43,227                 | 15.606                  |
| Črna gora            | 1. januar 2007 | 604.966      | 13.812         | 18,999                 | 27.037                  |
| Severna Makedonija   | 1. januar 2006 | 1.836.713    | 25.713         | 47,108                 | 23.173                  |
| Srbija               | 1. januar 2007 | 6.623.183    | 77.474         | 180,040                | 24.493                  |